# Naamankajärvi och Polvijärvet
Naamankajärvi och Polvijärvet är en sjö i Finland. Den ligger i kommunen Suomussalmi i landskapet Kajanaland, i den centrala delen av landet, 600 km norr om huvudstaden Helsingfors. Naamankajärvi och Polvijärvet ligger 173,5 meter över havet. Den är 14 meter djup. Arean är 8,52 kvadratkilometer och strandlinjen är 47,39 kilometer lång. Sjön  ingår i Ijo älvs huvudavrinningsområde.   
I Pieni Polvijärvi finns ´bland annat öarna Kenkisaari, Särkisaari och Putaansaari. Fler öar finns i Polvijärvi och Naamankajärvi (flera med artiklar på Svenska Wikipedia). 